# Serie A1 2000-2001 (pallavolo maschile)
La Serie A1 italiana di pallavolo maschile 2000-2001 è stata un'edizione della Serie A1 che si è svolta dal 15 ottobre 2000 al 28 aprile 2001: al torneo hanno partecipato quattordici squadre di club italiane e la vittoria finale è andata per la quinta volta al Volley Treviso.

## Regolamento
Le squadre hanno disputato un girone all'italiana, con gare di andata e ritorno, per un totale di ventisei giornate; al termine della regular season:
- Le prime otto classificate hanno acceduto ai play-off scudetto, strutturati in quarti di finale, semifinali e finale, tutte giocate al meglio di tre vittorie su cinque gare.
- Le ultime due classificate sono retrocesse in Serie A2.

## Squadre partecipanti
Al campionato di Serie A1 2000-01 hanno partecipato quattordici squadre: quelle neopromosse dalla Serie A2 sono state la Magna Grecia Volley, vincitrice del campionato, e il Volley Milano, seconda classificata; una squadra che ha avuto il diritto di partecipazione, ossia il Porto Ravenna Volley, ha rinunciato all'iscrizione: questa ha ceduto il titolo sportivo alla Trentino Volley.
| Club            | Città       | Palazzetto                     | Stagione precedente                                |
| --------------- | ----------- | ------------------------------ | -------------------------------------------------- |
| Piemonte        | Cuneo       | PalaBreBanca Cuneo             | 7ª in Serie A1; Semifinali play-off scudetto       |
| 4 Torri Ferrara | Ferrara     | Palazzetto dello Sport Ferrara | 9ª in Serie A1                                     |
| Forlì           | Forlì       | PalaGalassi Forlì              | 12ª in Serie A1; Vincitrice play-out               |
| Lube            | Macerata    | PalaFontescodella Macerata     | 2ª in Serie A1; Quarti di finale play-off scudetto |
| Milano          | Milano      | PalaLido Milano                | 2ª in Serie A2                                     |
| Daytona         | Modena      | PalaPanini Modena              | 4ª in Serie A1; Finale play-off scudetto           |
| Gabeca          | Montichiari | PalaGeorge Montichiari         | 6ª in Serie A1; Quarti di finale play-off scudetto |
| Sempre Padova   | Padova      | PalaFabris Padova              | 11ª in Serie A1                                    |
| Palermo         | Palermo     | Palazzetto dello Sport Palermo | 8ª in Serie A1; Semifinali play-off scudetto       |
| Parma           | Parma       | PalaRaschi Padova              | 5ª in Serie A1; Quarti di finale play-off scudetto |
| Roma            | Roma        | Palazzetto dello Sport Roma    | 3ª in Serie A1; Campione d'Italia                  |
| Magna Grecia    | Taranto     | PalaFiom Taranto               | 1ª in Serie A2                                     |
| Trentino        | Trento      | PalaTrento Trento              | -                                                  |
| Treviso         | Treviso     | PalaVerde Villorba             | 1ª in Serie A1; Quarti di finale play-off scudetto |

## Torneo

### Regular season

#### Risultati
| Prima giornata |                    |     |                                   |
|                |                    |     |                                   |
| 15-10          | Macerata-Taranto   | 3-1 | 30-32, 25-19, 25-19, 25-23, 15-11 |
| 15-10          | Padova-Montichiari | 3-0 | 25-20, 25-18, 25-19               |
| 15-10          | Parma-Trento       | 3-0 | 26-24, 25-20, 25-19               |
| 18-10          | Palermo-Treviso    | 0-3 | 21-25, 21-25, 24-26               |
| 18-10          | Roma-Forlì         | 3-0 | 25-19, 25-17, 25-15               |
| 15-10          | Milano-Modena      | 0-3 | 26-28, 17-25, 21-25               |
| 15-10          | Ferrara-Cuneo      | 2-3 | 25-17, 20-25, 30-28, 22-25, 11-15 |

| Seconda giornata |                     |     |                                   |
|                  |                     |     |                                   |
| 22-10            | Modena-Ferrara      | 2-3 | 25-21, 32-34, 25-19, 23-25, 14-16 |
| 22-10            | Montichiari-Palermo | 3-0 | 26-24, 35-33, 25-22               |
| 22-10            | Treviso-Milano      | 2-3 | 22-25, 25-23, 22-25, 25-13, 9-15  |
| 22-10            | Trento-Padova       | 3-2 | 23-25, 28-30, 30-28, 25-17, 15-8  |
| 22-10            | Forlì-Macerata      | 1-3 | 19-25, 25-22, 17-25, 14-25        |
| 21-10            | Taranto-Parma       | 0-3 | 20-25, 22-25, 17-25               |
| 22-10            | Cuneo-Roma          | 2-3 | 25-21, 23-15, 30-28, 21-25, 14-16 |

| Terza giornata |                      |     |                                   |
|                |                      |     |                                   |
| 29-10          | Macerata-Montichiari | 0-3 | 0-25, 0-25, 0-25                  |
| 28-10          | Roma-Milano          | 3-2 | 27-25, 19-25, 20-25, 28-26, 21-19 |
| 29-10          | Modena-Trento        | 3-0 | 25-23, 25-14, 25-17               |
| 28-10          | Ferrara-Treviso      | 2-3 | 20-25, 26-24, 23-25, 25-17, 14-16 |
| 29-10          | Parma-Forlì          | 3-2 | 21-25, 25-18, 22-25, 25-15, 15-8  |
| 29-10          | Palermo-Taranto      | 1-3 | 25-13, 20-25, 22-25, 23-25        |
| 29-10          | Padova-Cuneo         | 0-3 | 22-25, 17-25, 18-25               |

| Quarta giornata |                  |     |                                   |
|                 |                  |     |                                   |
| 01-11           | Montichiari-Roma | 3-1 | 25-20, 24-26, 25-19, 25-20        |
| 01-11           | Cuneo-Parma      | 3-1 | 25-23, 22-25, 25-21, 25-21        |
| 01-11           | Forlì-Modena     | 0-3 | 20-25, 11-25, 20-25               |
| 01-11           | Treviso-Padova   | 3-2 | 23-25, 25-14, 24-26, 25-21, 17-15 |
| 01-11           | Milano-Macerata  | 0-3 | 21-25, 16-25, 18-25               |
| 01-11           | Taranto-Ferrara  | 3-2 | 23-25, 25-14, 24-26, 25-21, 17-15 |
| 01-11           | Trento-Palermo   | 3-1 | 25-17, 22-25, 35-33, 25-19        |

| Quinta giornata |                   |     |                                   |
|                 |                   |     |                                   |
| 05-11           | Treviso-Roma      | 3-1 | 22-25, 25-21, 27-25, 27-25        |
| 05-11           | Palermo-Parma     | 1-3 | 21-25, 25-21, 25-27, 21-25        |
| 05-11           | Montichiari-Forlì | 3-2 | 25-16, 23-25, 21-25, 25-17, 15-10 |
| 04-11           | Macerata-Ferrara  | 2-3 | 18-25, 23-25, 25-20, 25-18, 11-15 |
| 04-11           | Modena-Cuneo      | 0-3 | 22-25, 22-25, 23-25               |
| 05-11           | Trento-Milano     | 1-3 | 20-25, 20-25, 25-20, 21-25        |
| 05-11           | Padova-Taranto    | 3-2 | 25-20, 16-25, 20-25, 25-19, 16-14 |

| Sesta giornata |                     |     |                                   |
|                |                     |     |                                   |
| 12-11          | Roma-Macerata       | 3-2 | 25-21, 19-25, 25-23, 21-25, 15-12 |
| 11-11          | Parma-Modena        | 3-2 | 25-21, 32-30, 19-25, 20-25, 15-12 |
| 12-11          | Cuneo-Treviso       | 3-1 | 26-28, 25-20, 30-28, 25-18        |
| 12-11          | Milano-Palermo      | 3-1 | 25-22, 21-25, 25-17, 25-16        |
| 12-11          | Forlì-Padova        | 0-3 | 19-25, 23-25, 26-28               |
| 12-11          | Ferrara-Montichiari | 0-0 | 0-0, 0-0, 0-0                     |
| 12-11          | Taranto-Trento      | 3-0 | 25-21, 25-19, 25-21               |

| Settima giornata |                    |     |                                   |
|                  |                    |     |                                   |
| 18-11            | Macerata-Parma     | 3-0 | 25-22, 25-23, 25-20               |
| 19-11            | Palermo-Roma       | 3-0 | 25-17, 25-22, 25-23               |
| 19-11            | Treviso-Forlì      | 3-0 | 25-12, 25-17, 25-16               |
| 19-11            | Modena-Taranto     | 3-1 | 24-26, 25-21, 25-14, 25-20        |
| 18-11            | Trento-Cuneo       | 2-3 | 25-17, 31-33, 11-25, 29-27, 12-15 |
| 19-11            | Montichiari-Milano | 0-3 | 22-25, 19-25, 20-25               |
| 19-11            | Padova-Ferrara     | 2-3 | 25-23, 25-22, 22-25, 29-31, 10-15 |

| Ottava giornata |                   |     |                                   |
|                 |                   |     |                                   |
| 21-11           | Macerata-Modena   | 1-3 | 22-25, 23-25, 26-24, 21-25        |
| 25-11           | Parma-Montichiari | 3-2 | 21-25, 21-25, 25-19, 25-23, 15-10 |
| 25-11           | Taranto-Treviso   | 0-3 | 21-25, 24-26, 13-25               |
| 26-11           | Roma-Padova       | 2-3 | 16-25, 25-23, 25-22, 17-25, 12-15 |
| 26-11           | Ferrara-Trento    | 3-1 | 25-23, 29-27, 21-25, 25-18        |
| 26-11           | Milano-Forlì      | 3-1 | 25-21, 25-23, 22-25, 25-20        |
| 26-11           | Palermo-Cuneo     | 1-3 | 20-25, 23-25, 25-19, 22-25        |

| Nona giornata |                     |     |                                  |
|               |                     |     |                                  |
| 02-12         | Modena-Treviso      | 0-3 | 23-25, 22-25, 16-25              |
| 03-12         | Parma-Ferrara       | 3-0 | 25-20, 25-18, 25-17              |
| 03-12         | Padova-Macerata     | 1-3 | 25-23, 23-25, 17-25, 19-25       |
| 03-12         | Trento-Roma         | 3-0 | 25-22, 30-28, 39-37              |
| 03-12         | Montichiari-Taranto | 3-0 | 29-27, 25-23, 25-18              |
| 02-12         | Forlì-Palermo       | 2-3 | 25-22, 21-25, 20-25, 25-22, 6-15 |
| 03-12         | Cuneo-Milano        | 3-0 | 25-20, 25-20, 25-20              |

| Decima giornata |                     |     |                                   |
|                 |                     |     |                                   |
| 08-12           | Treviso-Montichiari | 3-2 | 22-25, 25-13, 25-14, 20-25, 15-9  |
| 08-12           | Roma-Parma          | 2-3 | 26-24, 23-25, 21-25, 25-21, 8-15  |
| 08-12           | Palermo-Modena      | 1-3 | 22-25, 19-25, 34-32, 17-25        |
| 08-12           | Macerata-Trento     | 3-1 | 25-16, 25-18, 18-25, 25-12        |
| 08-12           | Ferrara-Forlì       | 3-0 | 25-18, 25-20, 25-23               |
| 08-12           | Milano-Padova       | 2-3 | 22-25, 26-24, 25-23, 17-25, 13-15 |
| 08-12           | Taranto-Cuneo       | 0-3 | 20-25, 21-25, 23-25               |

| Undicesima giornata |                    |     |                                   |
|                     |                    |     |                                   |
| 10-12               | Trento-Treviso     | 0-3 | 0-25, 0-25, 0-25                  |
| 10-12               | Modena-Montichiari | 3-0 | 25-21, 25-23, 25-18               |
| 10-12               | Parma-Milano       | 3-0 | 25-23, 25-20, 36-34               |
| 10-12               | Cuneo-Macerata     | 3-0 | 25-19, 25-23, 25-22               |
| 10-12               | Ferrara-Roma       | 3-0 | 27-25, 25-13, 25-19               |
| 10-12               | Padova-Palermo     | 3-2 | 32-30, 25-23, 23-25, 23-25, 16-14 |
| 10-12               | Forlì-Taranto      | 3-0 | 25-19, 25-23, 33-31               |

| Dodicesima giornata |                    |     |                                   |
|                     |                    |     |                                   |
| 16-12               | Treviso-Macerata   | 3-2 | 25-22, 21-25, 15-25, 29-27, 15-13 |
| 16-12               | Roma-Modena        | 1-3 | 18-25, 25-20, 18-25, 19-25        |
| 17-12               | Padova-Parma       | 1-3 | 23-25, 25-20, 25-27, 23-25        |
| 17-12               | Montichiari-Trento | 3-1 | 25-15, 25-19, 22-25, 25-23        |
| 17-12               | Forlì-Cuneo        | 0-3 | 13-25, 17-25, 20-25               |
| 17-12               | Palermo-Ferrara    | 3-1 | 25-17, 21-25, 17-25, 25-21, 13-15 |
| 17-12               | Milano-Taranto     | 3-0 | 25-23, 25-19, 25-22               |

| Tredicesima giornata |                   |     |                            |
|                      |                   |     |                            |
| 23-12                | Parma-Treviso     | 0-3 | 20-25, 24-26, 22-25        |
| 23-12                | Macerata-Palermo  | 3-0 | 29-27, 25-19, 25-20        |
| 23-12                | Modena-Padova     | 3-1 | 25-21, 27-25, 21-25, 25-20 |
| 23-12                | Trento-Forlì      | 3-0 | 25-21, 25-15, 25-17        |
| 23-12                | Taranto-Roma      | 3-0 | 25-14, 25-20, 25-22        |
| 23-12                | Ferrara-Milano    | 1-3 | 23-25, 23-25, 25-21, 23-25 |
| 23-12                | Cuneo-Montichiari | 3-0 | 28-26, 25-23, 25-20        |

| Quattordicesima giornata |                    |     |                                   |
|                          |                    |     |                                   |
| 30-12                    | Taranto-Macerata   | 2-3 | 30-28, 25-19, 22-25, 18-25, 10-15 |
| 30-12                    | Montichiari-Padova | 3-1 | 28-26, 20-25, 25-12, 25-19        |
| 30-12                    | Trento-Parma       | 1-3 | 25-27, 20-25, 25-19, 19-25        |
| 30-12                    | Treviso-Palermo    | 3-1 | 23-25, 25-23, 25-15, 25-16        |
| 30-12                    | Forlì-Roma         | 1-3 | 25-19, 22-25, 23-25, 20-25        |
| 30-12                    | Modena-Milano      | 3-1 | 16-25, 25-21, 25-21, 25-21        |
| 30-12                    | Cuneo-Ferrara      | 2-3 | 25-18, 25-19, 22-25, 23-25, 13-15 |

| Quindicesima giornata |                     |     |                            |
|                       |                     |     |                            |
| 05-01                 | Ferrara-Modena      | 0-3 | 18-25, 22-25, 22-25        |
| 05-01                 | Palermo-Montichiari | 3-1 | 25-21, 22-25, 31-29, 25-22 |
| 05-01                 | Milano-Treviso      | 3-0 | 25-22, 25-17, 25-18        |
| 05-01                 | Padova-Trento       | 1-3 | 25-19, 29-31, 21-25, 24-26 |
| 05-01                 | Macerata-Forlì      | 3-1 | 22-25, 25-20, 25-18, 25-18 |
| 05-01                 | Parma-Taranto       | 1-3 | 22-25, 22-25, 27-25, 24-26 |
| 05-01                 | Roma-Cuneo          | 0-3 | 23-25, 22-25, 22-25        |

| Sedicesima giornata |                      |     |                                   |
|                     |                      |     |                                   |
| 07-01               | Montichiari-Macerata | 1-3 | 23-25, 21-25, 25-19, 21-25        |
| 07-01               | Milano-Roma          | 3-1 | 25-20, 18-25, 25-17, 25-15        |
| 07-01               | Trento-Modena        | 1-3 | 25-21, 16-25, 19-25, 22-25        |
| 07-01               | Treviso-Ferrara      | 3-1 | 25-22, 30-32, 25-14, 25-16        |
| 07-01               | Forlì-Parma          | 3-1 | 25-20, 25-27, 25-22, 25-21        |
| 07-01               | Taranto-Palermo      | 3-2 | 25-27, 25-18, 20-25, 25-17, 15-13 |
| 07-01               | Cuneo-Padova         | 3-0 | 25-18, 25-17, 25-16               |

| Diciassettesima giornata |                  |     |                                   |
|                          |                  |     |                                   |
| 14-01                    | Roma-Montichiari | 3-1 | 17-25, 25-22, 25-23, 25-17        |
| 13-01                    | Parma-Cuneo      | 0-3 | 18-25, 23-25, 23-25               |
| 14-01                    | Modena-Forlì     | 3-1 | 25-16, 25-19, 21-25, 25-18        |
| 14-01                    | Padova-Treviso   | 1-3 | 26-24, 23-25, 20-25, 20-25        |
| 13-01                    | Macerata-Milano  | 2-3 | 21-25, 25-20, 25-20, 24-26, 23-25 |
| 14-01                    | Ferrara-Taranto  | 3-0 | 25-19, 30-28, 25-20               |
| 14-01                    | Palermo-Trento   | 1-3 | 11-25, 25-19, 25-15, 25-23        |

| Diciottesima giornata |                   |     |                                   |
|                       |                   |     |                                   |
| 20-01                 | Roma-Treviso      | 1-3 | 17-25, 22-25, 26-24, 24-26        |
| 21-01                 | Parma-Palermo     | 3-1 | 26-28, 25-23, 25-20, 25-21        |
| 21-01                 | Forlì-Montichiari | 1-3 | 28-30, 22-25, 25-23, 23-25        |
| 21-01                 | Ferrara-Macerata  | 1-3 | 22-25, 19-25, 28-26, 18-25        |
| 21-01                 | Cuneo-Modena      | 3-1 | 29-27, 19-25, 25-22, 25-18        |
| 20-01                 | Milano-Trento     | 3-1 | 23-25, 25-22, 25-23, 25-16        |
| 20-01                 | Taranto-Padova    | 3-2 | 21-25, 20-25, 25-23, 25-23, 15-13 |

| Diciannovesima giornata |                     |     |                                   |
|                         |                     |     |                                   |
| 28-01                   | Macerata-Roma       | 3-0 | 25-21, 25-20, 25-16               |
| 27-01                   | Modena-Parma        | 3-0 | 25-21, 25-21, 25-20               |
| 28-01                   | Treviso-Cuneo       | 2-3 | 25-18, 19-25, 25-21, 18-25, 11-15 |
| 28-01                   | Palermo-Milano      | 2-3 | 25-16, 23-25, 24-26, 27-25, 11-15 |
| 28-01                   | Padova-Forlì        | 3-1 | 20-25, 25-14, 25-18, 26-24        |
| 28-01                   | Montichiari-Ferrara | 3-1 | 27-25, 25-21, 23-25, 25-19        |
| 28-01                   | Trento-Taranto      | 3-1 | 25-22, 25-14, 24-26, 25-18        |

| Ventesima giornata |                    |     |                                   |
|                    |                    |     |                                   |
| 11-02              | Parma-Macerata     | 3-2 | 25-23, 25-23, 19-25, 21-25, 15-13 |
| 11-02              | Roma-Palermo       | 2-3 | 26-24, 18-25, 25-23, 15-25, 18-20 |
| 11-02              | Forlì-Treviso      | 0-3 | 18-25, 21-25, 18-25               |
| 11-02              | Taranto-Modena     | 1-3 | 24-26, 27-29, 25-22, 15-25        |
| 10-02              | Cuneo-Trento       | 3-1 | 25-18, 25-27, 25-20, 25-18        |
| 11-02              | Milano-Montichiari | 3-0 | 25-23, 25-21, 25-20               |
| 10-02              | Ferrara-Padova     | 3-0 | 28-26, 26-24, 25-17               |

| Ventunesima giornata |                   |     |                                   |
|                      |                   |     |                                   |
| 18-02                | Modena-Macerata   | 2-3 | 21-25, 28-30, 25-23, 25-21, 16-18 |
| 17-02                | Montichiari-Parma | 2-3 | 25-22, 22-25, 25-23, 24-16, 15-17 |
| 18-02                | Treviso-Taranto   | 3-0 | 25-19, 25-22, 25-15               |
| 18-02                | Padova-Roma       | 0-3 | 23-25, 22-25, 19-25               |
| 18-02                | Trento-Ferrara    | 3-1 | 25-17, 23-25, 25-23, 26-24        |
| 18-02                | Forlì-Milano      | 1-3 | 24-26, 22-25, 25-19, 21-25        |
| 18-02                | Cuneo-Palermo     | 3-1 | 23-25, 25-17, 25-16, 25-23        |

| Ventiduesima giornata |                     |     |                                   |
|                       |                     |     |                                   |
| 24-02                 | Treviso-Modena      | 2-3 | 25-22, 20-25, 23-25, 25-19, 15-17 |
| 25-02                 | Ferrara-Parma       | 0-3 | 20-25, 13-25, 20-25               |
| 25-02                 | Macerata-Padova     | 3-2 | 25-19, 19-25, 19-25, 25-13, 15-12 |
| 25-02                 | Roma-Trento         | 1-3 | 18-25, 25-23, 22-25, 25-27        |
| 25-02                 | Taranto-Montichiari | 2-3 | 25-22, 20-25, 26-24, 23-25, 14-16 |
| 25-02                 | Palermo-Forlì       | 3-0 | 25-16, 25-12, 31-29               |
| 24-02                 | Milano-Cuneo        | 3-2 | 16-25, 25-18, 28-26, 20-25, 20-18 |

| Ventitreesima giornata |                     |     |                                   |
|                        |                     |     |                                   |
| 04-03                  | Montichiari-Treviso | 0-3 | 19-25, 26-28, 20-25               |
| 03-03                  | Parma-Roma          | 2-3 | 16-25, 25-18, 22-25, 25-18, 10-15 |
| 04-03                  | Modena-Palermo      | 3-0 | 25-20, 27-25, 32-30               |
| 04-03                  | Trento-Macerata     | 3-1 | 25-22, 25-22, 23-25, 27-25        |
| 04-03                  | Forlì-Ferrara       | 0-3 | 22-25, 21-25, 20-25               |
| 04-03                  | Padova-Milano       | 3-2 | 25-21, 25-22, 22-25, 20-25, 18-16 |
| 04-03                  | Cuneo-Taranto       | 3-2 | 25-27, 25-27, 26-24, 25-21, 15-10 |

| Ventiquattresima giornata |                    |     |                                  |
|                           |                    |     |                                  |
| 11-03                     | Treviso-Trento     | 3-0 | 25-17, 25-16, 25-23              |
| 10-03                     | Montichiari-Modena | 0-3 | 19-25, 21-25, 19-25              |
| 11-03                     | Milano-Parma       | 3-0 | 25-17, 25-19, 28-26              |
| 10-03                     | Macerata-Cuneo     | 3-1 | 25-20, 23-25, 26-24, 25-21       |
| 11-03                     | Roma-Ferrara       | 3-2 | 21-25, 30-28, 19-25, 25-22, 15-9 |
| 10-03                     | Palermo-Padova     | 3-0 | 25-21, 25-22, 25-23              |
| 11-03                     | Taranto-Forlì      | 3-0 | 25-19, 25-19, 25-19              |

| Venticinquesima giornata |                    |     |                                   |
|                          |                    |     |                                   |
| 14-03                    | Macerata-Treviso   | 3-2 | 16-25, 33-35, 25-21, 25-21, 15-11 |
| 13-03                    | Modena-Roma        | 2-3 | 18-25, 25-20, 25-21, 23-25, 10-15 |
| 17-03                    | Parma-Padova       | 3-0 | 25-21, 25-20, 25-20               |
| 14-03                    | Trento-Montichiari | 1-3 | 24-26, 25-19, 23-25, 23-25        |
| 17-03                    | Cuneo-Forlì        | 3-0 | 25-17, 25-23, 25-15               |
| 17-03                    | Ferrara-Palermo    | 3-1 | 29-27, 20-25, 25-22, 25-18        |
| 17-03                    | Taranto-Milano     | 2-3 | 25-20, 19-25, 15-25, 27-25, 10-15 |

| Ventiseiesima giornata |                   |     |                                   |
|                        |                   |     |                                   |
| 20-03                  | Treviso-Parma     | 3-0 | 25-20, 25-19, 25-23               |
| 20-03                  | Palermo-Macerata  | 0-3 | 20-25, 23-25, 20-25               |
| 20-03                  | Padova-Modena     | 3-2 | 20-25, 25-22, 25-21, 21-25, 15-10 |
| 20-03                  | Forlì-Trento      | 1-3 | 25-15, 21-25, 24-26, 25-27        |
| 20-03                  | Roma-Taranto      | 3-1 | 25-20, 28-30, 25-16, 25-20        |
| 20-03                  | Milano-Ferrara    | 3-0 | 25-21, 32-30, 25-18               |
| 20-03                  | Montichiari-Cuneo | 3-1 | 25-19, 23-25, 25-18, 25-16        |

#### Classifica
| Pos. | Squadra         | Pt | G  | V  | P  | SV | SP | Ratio | PF   | PS   | Ratio |
| ---- | --------------- | -- | -- | -- | -- | -- | -- | ----- | ---- | ---- | ----- |
| 1.   | Cuneo           | 62 | 26 | 21 | 5  | 71 | 29 | 2.448 | 2369 | 2144 | 1.104 |
| 2.   | Treviso         | 60 | 26 | 20 | 6  | 69 | 31 | 2.225 | 2340 | 2044 | 1.144 |
| 3.   | Daytona         | 58 | 26 | 18 | 8  | 65 | 35 | 1.857 | 2374 | 2175 | 1.091 |
| 4.   | Milano          | 52 | 26 | 18 | 8  | 61 | 41 | 1.487 | 2349 | 2262 | 1.038 |
| 5.   | Lube            | 52 | 26 | 17 | 9  | 63 | 43 | 1.465 | 2407 | 2286 | 1.052 |
| 6.   | Parma           | 43 | 26 | 16 | 10 | 53 | 46 | 1.152 | 2262 | 2219 | 1.019 |
| 7.   | Gabeca          | 35 | 25 | 12 | 13 | 45 | 50 | 0.900 | 2161 | 2105 | 1.026 |
| 8.   | 4 Torri Ferrara | 34 | 25 | 12 | 13 | 47 | 51 | 0.921 | 2195 | 2253 | 0.974 |
| 9.   | Roma            | 30 | 26 | 11 | 15 | 45 | 60 | 0.750 | 2294 | 2421 | 0.947 |
| 10.  | Trentino        | 30 | 26 | 10 | 16 | 42 | 57 | 0.736 | 2180 | 2338 | 0.932 |
| 11.  | Magna Grecia    | 27 | 26 | 8  | 18 | 39 | 60 | 0.650 | 2167 | 2310 | 0.938 |
| 12.  | Sempre Padova   | 26 | 26 | 9  | 17 | 43 | 64 | 0.671 | 2338 | 2441 | 0.957 |
| 13.  | Palermo         | 23 | 26 | 7  | 19 | 39 | 63 | 0.619 | 2305 | 2388 | 0.965 |
| 14.  | Forlì           | 9  | 26 | 2  | 24 | 21 | 73 | 0.287 | 1911 | 2266 | 0.843 |

| Qualificata ai play-off scudetto | Retrocessa in Serie A2 |

### Play-off scudetto

#### Tabellone
|  | Quarti di finale | Quarti di finale | Quarti di finale | Quarti di finale | Quarti di finale | Quarti di finale | Quarti di finale |  |  | Semifinali | Semifinali | Semifinali | Semifinali | Semifinali | Semifinali | Semifinali |   |   | Finale | Finale | Finale | Finale | Finale | Finale | Finale |  |
|  |                  |                  |                  |                  |                  |                  |                  |  |  |            |            |            |            |            |            |            |   |   |        |        |        |        |        |        |        |  |
|  | 1                | Piemonte         | Piemonte         | 1                | 3                | 3                | 3                |  |  |            |            |            |            |            |            |            |   |   |        |        |        |        |        |        |        |  |
|  | 8                | 4 Torri Ferrara  | 4 Torri Ferrara  | 3                | 0                | 1                | 1                |  |  | Piemonte   | Piemonte   | Piemonte   | 1          | 2          | 3          | 2          |   |   |        |        |        |        |        |        |        |  |
|  | 4                | Milano           | Milano           | Milano           | 3                | 3                | 3                |  |  | Milano     | Milano     | Milano     | 3          | 3          | 1          | 3          |   |   |        |        |        |        |        |        |        |  |
|  | 5                | Lube             | Lube             | Lube             | 0                | 2                | 2                |  |  |            |            |            |            |            |            |            |   |   | Milano | Milano | Milano | Milano | 2      | 1      | 1      |  |
|  | 3                | Daytona          | Daytona          | 1                | 3                | 3                | 3                |  |  |            |            | Treviso    | Treviso    | Treviso    | Treviso    | 3          | 3 | 3 |        |        |        |        |        |        |        |  |
|  | 6                | Parma            | Parma            | 3                | 1                | 0                | 0                |  |  | Daytona    | Daytona    | Daytona    | Daytona    | 1          | 0          | 0          |   |   |        |        |        |        |        |        |        |  |
|  | 2                | Treviso          | Treviso          | Treviso          | 3                | 3                | 3                |  |  | Treviso    | Treviso    | Treviso    | Treviso    | 3          | 3          | 3          |   |   |        |        |        |        |        |        |        |  |
|  | 7                | Gabeca           | Gabeca           | Gabeca           | 1                | 1                | 0                |  |  |            |            |            |            |            |            |            |   |   |        |        |        |        |        |        |        |  |

#### Risultati
| Quarti di finale |                     |     |                            |
|                  |                     |     |                            |
| 28-03            | Ferrara-Cuneo       | 3-1 | 38-36, 34-32, 18-25, 28-26 |
| 27-03            | Macerata-Milano     | 0-3 | 19-25, 24-26, 17-25        |
| 28-03            | Montichiari-Treviso | 1-3 | 23-25, 15-25, 25-21, 17-25 |
| 27-03            | Parma-Modena        | 3-1 | 25-23, 19-25, 25-23, 25-19 |

| 30-03 | Cuneo-Ferrara       | 3-0 | 25-18, 25-22, 25-16               |
| 29-03 | Milano-Macerata     | 3-2 | 25-23, 25-20, 13-25, 20-25, 15-10 |
| 30-03 | Treviso-Montichiari | 3-1 | 30-32, 25-19, 25-23, 26-24        |
| 29-03 | Modena-Parma        | 3-1 | 23-25, 25-21, 25-22, 25-18        |

| 01-04 | Cuneo-Ferrara       | 3-1 | 25-23, 14-25, 26-24, 25-19        |
| 31-03 | Milano-Macerata     | 3-2 | 25-17, 25-19, 27-29, 22-25, 15-10 |
| 01-04 | Treviso-Montichiari | 3-0 | 25-21, 25-23, 25-15               |
| 31-04 | Modena-Parma        | 3-0 | 25-21, 25-21, 25-13               |

| 03-04 | Ferrara-Cuneo | 1-3 | 25-18, 30-32, 23-25, 23-25 |
| 03-04 | Parma-Modena  | 0-3 | 22-25, 17-25, 21-25        |

| Semifinali |                |     |                            |
|            |                |     |                            |
| 07-04      | Milano-Cuneo   | 3-1 | 23-25, 25-14, 25-19, 32-30 |
| 08-04      | Modena-Treviso | 1-3 | 25-21, 18-25, 22-25, 22-25 |

| 12-04 | Cuneo-Milano   | 2-3 | 25-22, 21-25, 23-25, 25-14, 10-15 |
| 12-04 | Treviso-Modena | 3-0 | 25-23, 25-21, 25-23               |

| 14-04 | Cuneo-Milano   | 3-1 | 20-25, 25-23, 25-22, 25-22 |
| 14-04 | Treviso-Modena | 3-0 | 25-17, 25-12, 32-30        |

| 17-04 | Milano-Cuneo | 3-2 | 22-25, 30-28, 31-29, 22-25, 15-13 |

| Finale |                |     |                                   |
|        |                |     |                                   |
| 21-04  | Milano-Treviso | 2-3 | 25-16, 25-21, 19-25, 21-25, 13-15 |
| 25-04  | Treviso-Milano | 3-1 | 31-29, 31-29, 22-25, 25-19        |
| 28-04  | Treviso-Milano | 3-1 | 22-25, 25-17, 27-25, 25-19        |

## Verdetti
- Treviso Campione d'Italia 2000-01 e qualificata alla Champions League 2001-02.
- Lube qualificata alla Champions League 2001-02.
- Cuneo,  Milano e  Daytona qualificate alla Coppa CEV 2001-02.
- Palermo e  Forlì retrocesse in Serie A2 2001-02.

## Statistiche
| Rendimento individuale | Rendimento individuale | Rendimento individuale | Rendimento individuale |
| Pos.                   | Nome                   | Punti                  | Squadra                |
| ---------------------- | ---------------------- | ---------------------- | ---------------------- |
| 1                      | Leondino Giombini      | 531                    | Trentino               |
| 2                      | Stanislav Dinejkin     | 509                    | Parma                  |
| 3                      | Ivan Miljković         | 496                    | Lube                   |
| 4                      | Andrea Sartoretti      | 483                    | Cuneo                  |
| 5                      | Hristo Zlatanov        | 449                    | Milano                 |
| 6                      | Francesco Biribanti    | 443                    | Palermo                |
| 7                      | Wout Wijsmans          | 414                    | 4 Torri Ferrara        |
| 8                      | Marcos Milinković      | 410                    | Milano                 |
| 9                      | Dömötör Mészáros       | 404                    | Sempre Padova          |
| 10                     | Ivaylo Gavrilov        | 388                    | Magna Grecia           |

| Attacchi vincenti | Attacchi vincenti   | Attacchi vincenti | Attacchi vincenti |
| Pos.              | Nome                | Punti             | Squadra           |
| ----------------- | ------------------- | ----------------- | ----------------- |
| 1                 | Leondino Giombini   | 476               | Trentino          |
| 2                 | Stanislav Dinejkin  | 457               | Parma             |
| 3                 | Ivan Miljković      | 422               | Lube              |
| 4                 | Andrea Sartoretti   | 383               | Cuneo             |
| 5                 | Hristo Zlatanov     | 379               | Milano            |
| 6                 | Francesco Biribanti | 376               | Palermo           |
| 7                 | Marcos Milinković   | 360               | Milano            |
| 8                 | Ivaylo Gavrilov     | 338               | Magna Grecia      |
| 9                 | Wout Wijsmans       | 330               | 4 Torri Ferrara   |
| 9                 | Dömötör Mészáros    | 330               | Sempre Padova     |

| Muri vincenti | Muri vincenti       | Muri vincenti | Muri vincenti   |
| Pos.          | Nome                | Punti         | Squadra         |
| ------------- | ------------------- | ------------- | --------------- |
| 1             | Đula Mešter         | 88            | Trentino        |
| 2             | Andrija Gerić       | 87            | Gabeca          |
| 3             | Daniel Howard       | 80            | 4 Torri Ferrara |
| 4             | Aleksej Kazakov     | 77            | Daytona         |
| 5             | Dominique Daquin    | 74            | Palermo         |
| 5             | Luigi Mastrangelo   | 74            | Cuneo           |
| 7             | Maikel Cardona      | 71            | Cuneo           |
| 8             | Marcin Nowak        | 69            | Sempre Padova   |
| 9             | Francesco Fortunato | 65            | Roma            |
| 10            | Juan José Salvador  | 60            | Lube            |

| Battute vincenti | Battute vincenti    | Battute vincenti | Battute vincenti |
| Pos.             | Nome                | Punti            | Squadra          |
| ---------------- | ------------------- | ---------------- | ---------------- |
| 1                | Andrea Sartoretti   | 58               | Cuneo            |
| 2                | Wout Wijsmans       | 49               | 4 Torri Ferrara  |
| 3                | Dömötör Mészáros    | 46               | Sempre Padova    |
| 4                | John Hyden          | 41               | Palermo          |
| 5                | Frantz Granvorka    | 40               | Parma            |
| 6                | Lloy Ball           | 39               | Daytona          |
| 6                | Francesco Biribanti | 39               | Palermo          |
| 8                | Ivan Miljković      | 38               | Lube             |
| 9                | Guido Görtzen       | 37               | Daytona          |
| 10               | Sándor Kántor       | 36               | Cuneo            |
| 10               | Aleksej Kazakov     | 36               | Daytona          |

| Ricezioni perfette | Ricezioni perfette | Ricezioni perfette | Ricezioni perfette |
| Pos.               | Nome               | Punti              | Squadra            |
| ------------------ | ------------------ | ------------------ | ------------------ |
| 1                  | Guido Görtzen      | 399                | Daytona            |
| 1                  | Luca Moretti       | 399                | Sempre Padova      |
| 3                  | Mirko Corsano      | 373                | Lube               |
| 3                  | Riccardo Fenili    | 373                | Trentino           |
| 5                  | Evgenij Mit'kov    | 371                | Gabeca             |
| 5                  | Marco Vicini       | 371                | Palermo            |
| 7                  | Wout Wijsmans      | 369                | 4 Torri Ferrara    |
| 8                  | Hristo Zlatanov    | 366                | Milano             |
| 9                  | Dömötör Mészáros   | 363                | Sempre Padova      |
| 10                 | Nalbert Bitencourt | 351                | Lube               |

NB: I dati sono riferiti esclusivamente alla regular season.